# Hejnice (okres Ústí nad Orlicí)
Hejnice (německy Heinitz) jsou obec v okrese Ústí nad Orlicí v Pardubickém kraji. Leží v Žamberské pahorkatině asi šest kilometrů jihozápadně od Žamberka u silnice II/312 spojující Choceň a Žamberk. Žije zde 215 obyvatel.
V obci stojí filiální kostel svatého Antonína z Padovy.

## Historie
První písemná zmínka o vesnici pochází z roku 1544.

## Části obce
- Hejnice
- Křížánky